# Джордж (Вашингтон)
Джордж (англ. George) — місто (англ. city) в США, в окрузі Грант штату Вашингтон. Населення — 809 осіб (2020).

## Географія
Джордж розташований за координатами 47°4′24″ пн. ш. 119°51′19″ зх. д. / 47.07333° пн. ш. 119.85528° зх. д. (47.073315, -119.855415).  За даними Бюро перепису населення США в 2010 році місто мало площу 3,45 км², уся площа — суходіл.

## Демографія
Згідно з переписом 2010 року, у місті мешкала 501 особа в 131 домогосподарстві у складі 109 родин. Густота населення становила 145 осіб/км².  Було 168 помешкань (49/км²).
Расовий склад населення:
| - 38,1 % — білих - 1,4 % — корінних американців - 59,9 % — осіб інших рас |

До двох чи більше рас належало 0,6 %. Частка іспаномовних становила 75,0 % від усіх жителів.
За віковим діапазоном населення розподілялося таким чином: 35,9 % — особи молодші 18 років, 57,7 % — особи у віці 18—64 років, 6,4 % — особи у віці 65 років та старші. Медіана віку мешканця становила 24,8 року. На 100 осіб жіночої статі у місті припадало 117,8 чоловіків;  на 100 жінок у віці від 18 років та старших — 127,7 чоловіків також старших 18 років.
Середній дохід на одне домашнє господарство  становив 44 628 доларів США (медіана — 43 000), а середній дохід на одну сім'ю — 42 242 долари (медіана — 30 250). Медіана доходів становила 27 926 доларів для чоловіків та 25 385 доларів для жінок. За межею бідності перебувало 23,5 % осіб, у тому числі 33,6 % дітей у віці до 18 років та 33,3 % осіб у віці 65 років та старших.
Цивільне працевлаштоване населення становило 277 осіб. Основні галузі зайнятості: сільське господарство, лісництво, риболовля — 66,1 %, роздрібна торгівля — 7,2 %, освіта, охорона здоров'я та соціальна допомога — 6,1 %.